# لری هانکین
لری هانکین (به انگلیسی: Larry Hankin) (زاده ۳۱ اوت ۱۹۴۰)، بازیگر آمریکایی است.
از فیلم‌های معروف او می‌توان به بازی در فیلم پول حلال مشکلات است، او یک بچه دارد، حتما، بیلی مدیسن و یکه و تنها اشاره کرد.